# Argadnel Regio
L'Argadnel Regio è una struttura geologica della superficie di Europa.